# Marion Festraëts
Marion Festraëts, née le 1er juin 1973 à Saint-Denis (Seine-Saint-Denis), est une journaliste et scénariste française.

## Biographie
Marion Festraëts fait des études à l'université de Nice (licence en sciences de l’information), puis à l'Institut pratique du journalisme (IPJ) de Paris, dont elle sort diplômée en 1996.
À partir de 1996, elle travaille à L’Express successivement au service société, où elle suit les religions, puis les sciences et l'environnement avant de devenir rédactrice en chef adjointe du service arts et spectacles, responsable de la rubrique télévision et du guide culturel. En janvier 2015, elle est finaliste du prix Françoise Giroud du meilleur portrait de presse pour Un Monde Maier, son portrait de la photographe américaine Vivian Maier paru en octobre 2014 dans Vanity Fair.
En 2010, elle met sa carrière de journaliste entre parenthèses et se lance dans l'écriture pour la télévision en créant la série Chefs, qui obtient plusieurs prix et mention au Festival de Luchon. Elle assure l'écriture de la deuxième saison de Chefs, puis co-écrit la mini-série Moloch, pour Arte, avec Arnaud Malherbe, diffusé en 2020, et la série Rictus, pour OCS, également co-écrite et réalisée par Arnaud Malherbe. 
Elle écrit également à partir de 2009 des scénarios de BD (dessins de Benjamin Bachelier).

### Vie privée
Elle partage la vie d'Arnaud Malherbe, et est avec lui la créatrice de la série Chefs et des séries Moloch et Rictus.

## Publications
- 2015 : Ulysse Wincoop (dessins Benjamin Bachelier), Gallimard-Bayou - Sélection Jeunesse du Festival d'Angoulême 2016[réf. souhaitée].
- 2014: Entre les lignes (Michel Lafon), autobiographie de Laure Manaudou
- 2009 : Dimitri Bogrov[6] (dessins Benjamin Bachelier), Gallimard-Bayou

## Filmographie
- 2015 : Chefs, première saison en six épisodes, série télévisée programmée en février 2015 sur France 2
- 2016 : Chefs, seconde saison en huit épisodes
- 2020 : Moloch, mini-série télévisée en six épisodes, Arte.
- 2023 : Rictus, mini-série, OCS.

## Distinctions

### Récompenses
- Festival des créations télévisuelles de Luchon 2015 pour Chefs :
  - Prix de la Meilleure Série / Mini-Série par le public en salle
  - Pyrénées d'or de la meilleure série/mini-série : mention spéciale du jury
- Festival Canneséries 2020 : prix du scénario pour Moloch[7]
- Festival Séries Mania 2023 : prix du jury étudiant de la meilleure série comique pour Rictus[8]